# Strada principale 417
La strada principale 417 (H417; in tedesco Hauptstrasse 417; in francese route principale 417) è una delle strade principali della Svizzera.

## Percorso
La strada è definita dai seguenti capisaldi d'itinerario: "Thusis - Sils im Domleschg - Tiefencastel - Surava - Wiesen - Davos".
La tratta da Thusis a Tiefencastel è parte della strada nazionale 29, che collega Thusis a Silvaplana.